# Marcin Iżycki
Marcin Wojciech Iżycki (ur. 9 lipca 1973 w Sochaczewie) – polski duchowny rzymskokatolicki, ksiądz diecezji warszawsko-praskiej. W latach 2017–2024 dyrektor Caritas Polska.

## Życiorys
Pochodzi z Żyrardowa. Święcenia kapłańskie przyjął 30 maja 1998 z rąk bp. Kazimierza Romaniuka. W latach 1998–2006 pełnił posługę duszpasterską jako wikariusz w kilku parafiach diecezji warszawsko-praskiej. Był również wykładowcą misjologii w Wyższym Seminarium Duchownym Diecezji Warszawsko-Praskiej. W latach 2006–2008 piastował funkcję dyrektora Dzieła Pomocy „Ad Gentes” przy Komisji Misyjnej Konferencji Episkopatu Polski. W 2010 został powołany na funkcję dyrektora Wydziału Misyjnego Kurii Diecezji Warszawsko-Praskiej, a w 2011 na dyrektora Dzieła Misyjnego Diecezji Warszawsko-Praskiej.
W 2007 został powołany na dziekana Służby Celnej, piastując funkcję kapelana Izb Celnych w Warszawie, Łodzi i Białej Podlaskiej, natomiast od 2013 piastuje funkcję krajowego duszpasterza Służb Skarbowych i Służby Celnej, którą pełni w stopniu młodszego inspektora celnego. 6 czerwca 2017 w trakcie 376. zebrania plenarnego Konferencji Episkopatu Polski w Zakopanem, ks. Iżycki został wybrany dyrektorem Caritas Polska, zastępując na tym stanowisku ks. Mariana Subocza. 26 czerwca 2024 Iżycki został zawieszony w pełnieniu tej funkcji, a w listopadzie tego samego roku został z niej odwołany.

## Odznaczenia i wyróżnienia
- Krzyż Kawalerski Orderu Odrodzenia Polski (2023)[5]
- Złoty Krzyż Zasługi (2019)[6]
- Brązowa Odznaka „Zasłużony dla Służby Celnej”
- Medal „Milito Pro Christo”
- Krzyż XXX-lecia Ordynariatu Polowego (2023)[7]